# Ofelimità
L'uso del termine ofelimità (dal greco ὠϕέλιμος, «utile, vantaggioso», derivato di ὠϕελέω «essere utile, giovare») è stato introdotto dall'economista Vilfredo Pareto (1848-1923) per indicare la capacità che i beni economici e i servizi hanno di soddisfare i desideri e i bisogni umani individuali , evitando, così, le ambiguità semantiche soggiacenti all'uso del termine utilità. 
Pareto preferisce il termine ofelimità a quello più comune di utilità per sottolineare che non sempre ciò che l'individuo desidera (cioè ciò che gli è ofelimo) gli è anche utile, nel senso di favorevole. L'ofelimità si differenzia dall'utilità per il suo carattere di soggettività. In altre parole l'ofelimità, rappresenta l'utilità dal punto di vista del singolo individuo, non della comunità.